# 大石桥站 (营口市)
大石桥站位于中国辽宁省營口市大石桥市，经过铁路有沈大铁路及营口铁路。车站于1900年启用，现为沈阳铁路局鞍山车务段管辖的二等站，办理客货业务及沈大、营口、沟海铁路货物列车的中转、解体补轴业务。
车站附近有“纯正寮房旧址”和“沈阳工务机械段指挥部日式建筑”两个营口市级文物保护单位，并被纳入全国重点文物保护单位中东铁路建筑群中:299。

## 历史
大石桥站随中东铁路南下支线的长春至旅顺段建于1898年，1903年正式运营。当时车站为二等站，设有3条宽轨到发线、2条宽轨货物线。1906年车站由南满铁道株式会社大军埠头局接管，管辖本站以南车站。1908年5月车站轨道改为标准轨，1909年实现复线化，12月27日开始运营:357。
至1934年，大石桥站设有9条到发线、20余条调车线。1944年因日本战争需要，将线路改回单轨，并拆除1站台雨棚，直至1948年修复本站至盖州站区间设施:357。
1965年4月车站扩建上行场。车站站房因在1975年2月海城大地震中受损，1979年10月建成面积2968平方米的二层站房，同时扩建旅客站场。至1985年，车站设有14条到发线、23条调车线。1989年车站又在站场南侧新建编组场，1990年新建信号楼1座，1994年建成西货场:357。
1995年原大连铁路分局改制为大连铁道责任有限公司，大石桥站成为其管辖的一等编组站。2004年车站建成新站房。2005年，大石桥站和周水子车务段、瓦房店车务段、甘井子站、大连北站（现大连东站）、鲅鱼圈站（现鲅鱼圈北站）合并成立大连车务段，2010年降为二等站，2013年划为鞍山车务段。

## 车站结构
车站目前使用的站房建于2004年。站场除客场外在下行方向还设有南编组场，分别设有5条上行到发线、15条调车分类线和5条下行到发线:357。